# Álvaro Delgado Gómez
Álvaro Delgado Gómez (Lagos de Moreno, Jalisco, 1966) es un periodista y escritor mexicano. Estudió periodismo en la Universidad Nacional Autónoma de México. Fue colaborador de los diarios mexicanos El Nacional, El Universal y El Financiero. Desde 1994 hasta marzo de 2021, fue reportero del semanario Proceso. Es columnista del diario El Heraldo de México y conductor, junto con Alejandro Páez Varela, del programa Los Periodistas, transmitido primeramente en el canal de televisión abierta La Octava y que actualmente se transmite en la página del diario digital Sin Embargo en la plataforma YouTube.
En 2003, publicó un libro titulado El Yunque: La ultraderecha en el poder, que documenta con rigor periodístico el origen y ascenso de la organización secreta católica ultraderechista llamada El Yunque, que se fundó en México desde los años 1950, muchos de  cuyos integrantes son miembros de alto nivel del Partido Acción Nacional de México y altos funcionarios de los gabinetes de los presidentes Vicente Fox Quesada y Felipe Calderón. Con el libro, Delgado ganó el Premio Nacional de Periodismo en 2003
, pero también fue blanco de varias amenazas de muerte.

## Obra
- Delgado, Álvaro. El Yunque: La ultraderecha en el poder. México: Editorial Plaza Janés, 2003. ISBN 970-05-1594-X (ganador del Premio Nacional de Periodismo 2003).
- Delgado, Álvaro. El ejército de Dios: Nuevas revelaciones sobre la extrema derecha en México. México: Editorial Plaza Janés, 2005.
- Resumen oficial de la entrevista televisada acerca de El Yunque realizada a Álvaro Delgado por Carlos Loret de Mola el 21 de junio de 2004.
- "El Engaño. Prédica y práctica del PAN" (2007), editorial Grijalbo.
- "El amasiato. El pacto secreto Peña-Calderón y otras traiciones panistas".[7] México (2016). Ediciones Proceso.

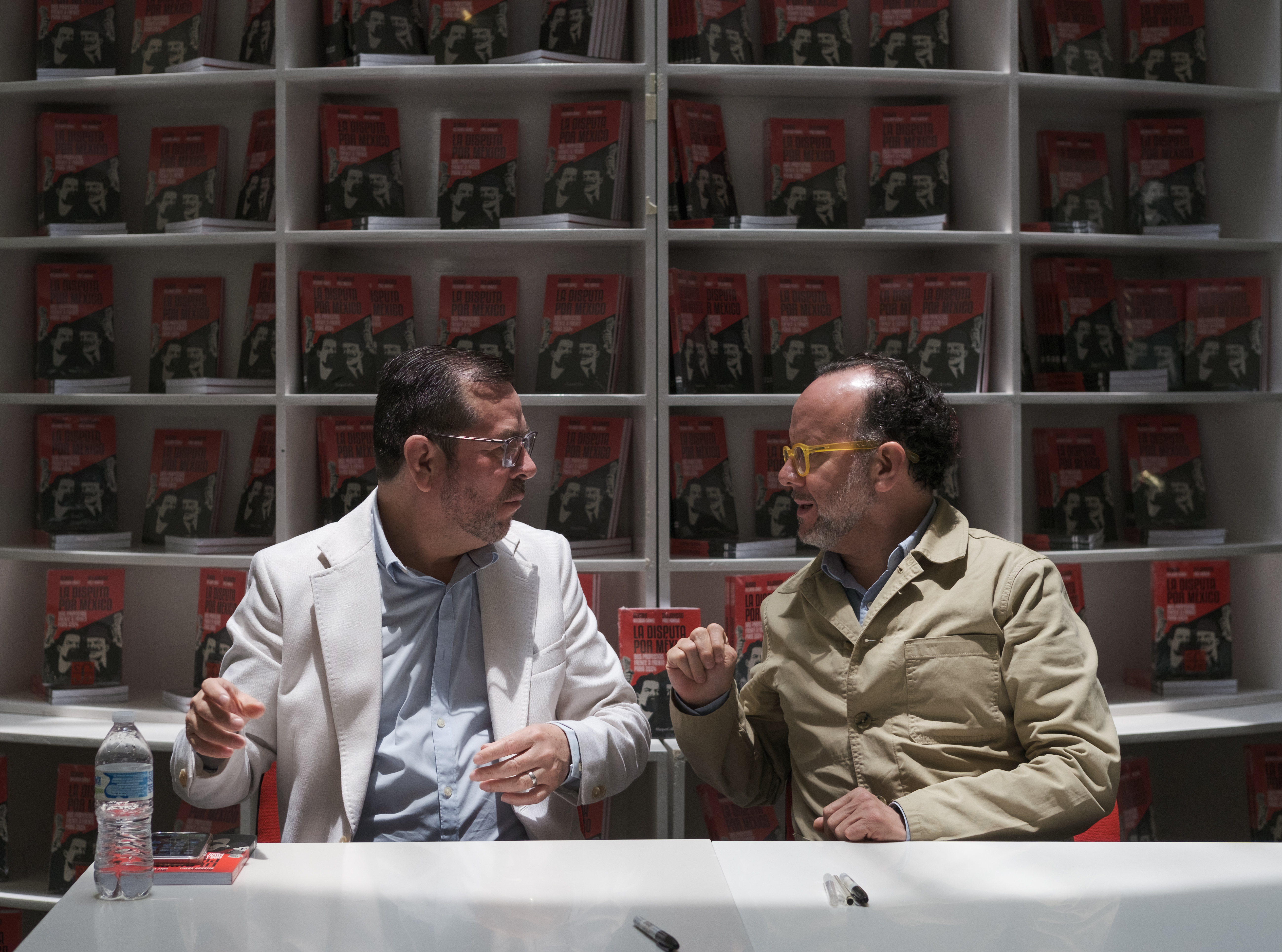
Álvaro Delgado y Alejandro Páez Varela durante la presentación de su libro en la Ciudad de México